# MLB at Field of Dreams
MLB at Field of Dreams ist ein wiederkehrendes Spiel der Major League Baseball (MLB) in der regulären Saison, das in einem Ballpark neben dem Field of Dreams in Dyersville, Iowa, ausgetragen wird, einem Ort, der durch den Baseballfilm Field of Dreams von 1989 bekannt wurde. Die erste Ausgabe des Spiels wurde am 12. August 2021 ausgetragen, wobei die Chicago White Sox die New York Yankees mit 9:8 besiegten. Die zweite Auflage des Spiels fand am 11. August 2022 statt, als die Chicago Cubs die Cincinnati Reds mit 4:2 besiegten. Beide Spiele fanden am zweiten Donnerstag im August statt.
Künftige Spiele sind auf Eis gelegt, da auf dem Gelände des Field of Dreams ein neuer Jugend-Baseball- und Softball-Komplex gebaut wird.

## Hintergrund
Die erste Auflage des Spiels war für den 13. August 2020 geplant, wobei die Chicago White Sox gegen die New York Yankees antreten sollten. Aufgrund der COVID-19-Pandemie führte die MLB jedoch eine verkürzte Saison 2020 ein, bei der die Spiele auf die Division des jeweiligen Teams und die geografisch gleiche Division der gegnerischen Liga beschränkt wurden, um die Reisetätigkeit zu reduzieren. Daher gab die MLB am 1. Juli bekannt, dass die St. Louis Cardinals die Yankees im Spiel ersetzen würden. Nachdem mehrere Spieler und Trainer von St. Louis Ende Juli positiv auf COVID-19 getestet worden waren, verschob die MLB mehrere Spiele der Cardinals, was die Liga schließlich dazu veranlasste, am 3. August bekannt zu geben, dass das Spiel MLB at Field of Dreams auf die Saison 2021 verschoben würde. Im November 2020 gab die MLB den Termin für das Spiel 2021 bekannt und teilte mit, dass das Spiel mit den ursprünglich geplanten Teilnehmern, den White Sox und den Yankees, stattfinden würde.
Kurz vor dem Spiel 2021 bestätigte Baseball-Kommissar Rob Manfred, dass 2022 ein weiteres Spiel auf dem Field of Dreams stattfinden würde, wahrscheinlich im August, gab aber nicht bekannt, welche Mannschaften spielen würden. Später gab die MLB bekannt, dass die Cincinnati Reds am 11. August 2022 auf dem Gelände gegen die Chicago Cubs spielen würden, wobei Cincinnati das Heimteam des Spiels sein würde. Die Uniformen der Mannschaften im Retrostil wurden am 8. August enthüllt, wobei die Uniformen der Reds denen entsprachen, die das Team in der World Series 1919 getragen hatte.
Die MLB wird im Jahr 2023 aufgrund von Bauarbeiten rund um das Gelände kein Spiel dort austragen. Zukünftige Pläne sehen vor, das Gelände in einen Jugend-Baseball- und Softball-Komplex umzuwandeln, der eines Tages auch ein Hotel beherbergen soll. Der Gouverneur von Iowa, Kim Reynolds, bestätigte, dass es eine weitere Runde öffentlicher Gelder geben wird, um ein dauerhaftes Stadion auf dem Gelände zu bauen. Der ehemalige MLB-Spieler Frank Thomas, der Teil der Gruppe ist, der das Grundstück gehört, schloss die Möglichkeit zukünftiger MLB-Spiele auf dem Gelände nach 2023 nicht aus.

## Spielpark

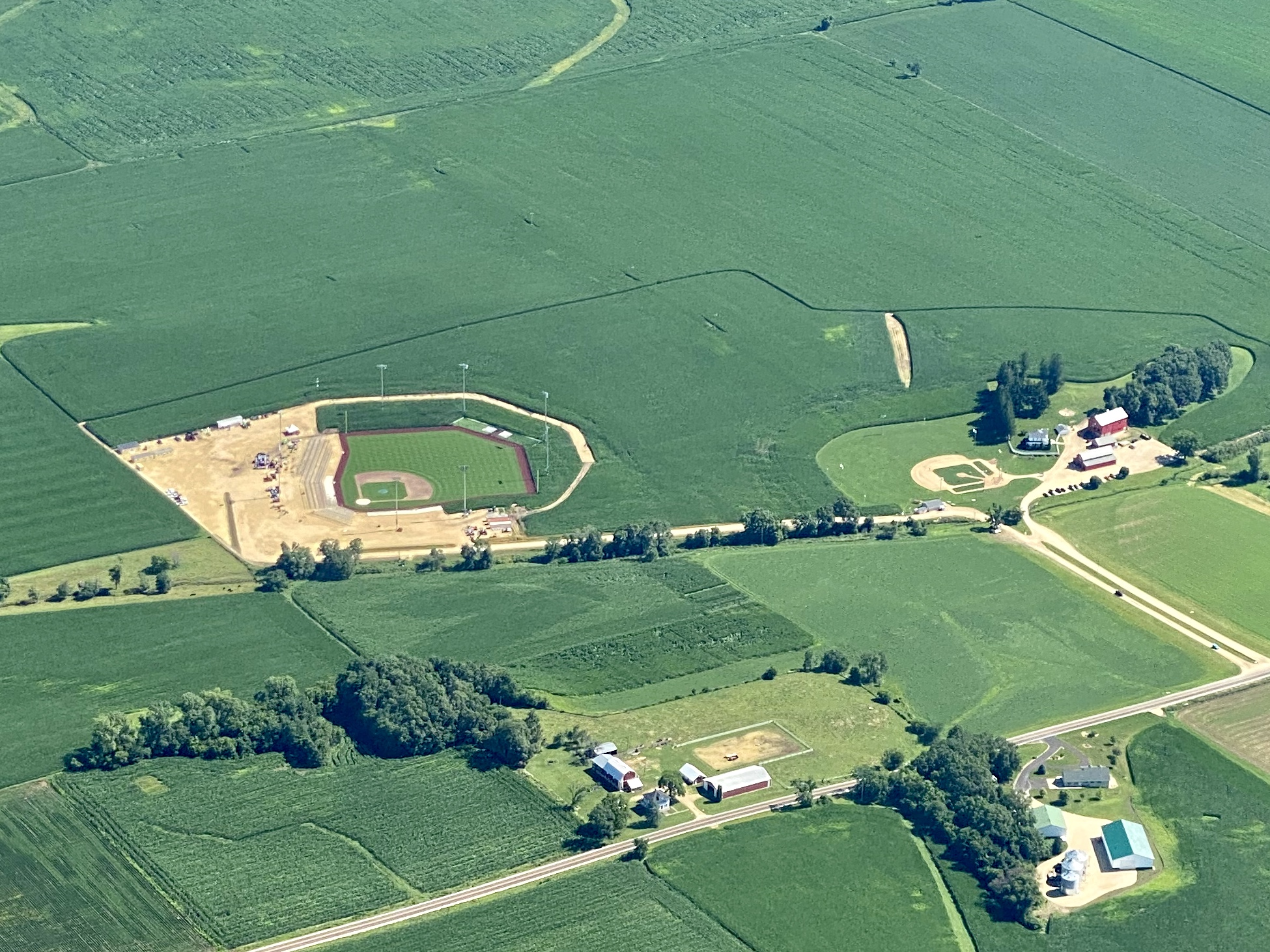
Luftaufnahme des Ballparks während der Bauarbeiten im Jahr 2020 (links) und des ursprünglichen Spielfelds der Filmkulisse von 1989 (rechts)

Das Spiel wird in Dyersville, Iowa, ausgetragen, in der Nähe des Drehortes des titelgebenden Baseballfilms von 1989. Das für den Film errichtete Spielfeld, das seit 1989 als Touristenattraktion betrieben wird, konnte nicht auf MLB-Spielstandard gebracht werden, ohne wichtige Merkmale des Grundstücks dauerhaft zu verändern und die Authentizität des Films zu zerstören. Daher wurde beschlossen, in einer Entfernung von etwa 150 Metern in den Maisfeldern eine separate Spielanlage zu bauen. Das neue Spielfeld befindet sich im Besitz der Familie Ameskamp, der das linke und das mittlere Spielfeld des "Field of Dreams" von 1988 gehörten (der Rest war im Besitz der Familie Lansing), bevor sie es 2007 an die Familie Lansing verkaufte.
Das Design des Ballparks ist eine Hommage an die Heimat der White Sox von 1910 bis 1990, den Comiskey Park, einschließlich der Form des Außenfeldes und der Bullpens hinter dem Mittelfeldzaun. Die Wand des rechten Feldes wurde mit Fenstern versehen, um die Maisfelder jenseits des Parks zu zeigen und einen Blick auf die Filmkulisse zu ermöglichen.
Nach der Verschiebung des ursprünglich geplanten Spiels lag das Feld während der Saison 2020 brach. Während der Saison 2021 wurden viele der temporären Strukturen, die für die MLB im Field of Dreams vorgesehen waren, nach Sahlen Field in Buffalo, New York, verlegt, damit dieser Triple-A-Ballpark die Toronto Blue Jays beherbergen konnte.